# El Paso Wrecking Corp.
El Paso Wrecking Corp.  (1978) és una pel·lícula pornogràfica gai estatunidenca escrita i dirigida per Tim Kincaid, més conegut com a Joe Gage. És la saegona de la que s'ha conegut com la seva "Working Man Trilogy", que comença amb Kansas City Trucking Co. de 1976 i conclou amb L.A. Tool & Die el 1979. Els protagonistes són Richard Locke i Fred Halsted.

## Sinopsi
Hank (Richard Locke) i Gene (Fred Halsted) són acomiadats dels seus treballs de camioners després d'una baralla alimentada per l'alcohol. Els dos cerquen oportunitats a la mà d'obra coll blau, però sovint es distreuen amb altres homes al llarg del camí.

## Repartiment
- Richard Locke com a Hank
- Fred Halsted com a Gene
- Beth McDyer com a Lil
- Georgina Spelvin com a Millie, propietaria de Roadhouse
- Steve King com Will, com Voyeuristic Man
- Jeanne Marie Marchaud com a Dona Voyeurista
- Stan Braddock com Foreman
- Aaron Taylor com Jim com Man in Car
- Robert Snowden com Wayne com Man in Car
- Keith Anthoni com Boyd, Bike Rider
- Kenneth Brown com a Chuck, automòbil encallat
- Rob Carter com a Homer, mecànic
- Clay Russell com a Roy, Park Ranger
- Veronica Compton com a Cindi
- Guillermo Ricardo com a Diego, jardiner
- Lou Davis com a Roger, reparador
- Jared Benson com a Seth
- Mike Morris com el Sr. Harris
- Hal Dorn
- Tim Kincaid
- Ty Harper
- Elmer Jackson
- Yank Jankowski
- Christian Laage
- Buck Lingren
- Bill Oberfeldt
- Al Yeager

## Llegat
Adult Video News (2006) va incloure "Working Man Trilogy" a la seva llista de les deu pel·lícules de porno gai més innovadores, influents i "més populars"

## Recepció crítica
La ressenya contemporània en la estrena en DVD de TLA Video també va ser molt favorable, citant-la com una de les pel·lícules de porno gai més influents i donant-la quatre estrelles de quatre.

## Estrena en DVD
Les pel·lícules que comprenen la trilogia "Working Man Trilogy" van ser restaurades i publicades en DVD per HIS Video.